# Аврора (ім'я)
Авро́ра — жіноче ім'я, побутує в українському народі. Походить від лат. aurora — зоря, світанок — в античній міфології Аврора — богиня ранкової зорі, світанку.

## Відомі носійки
- Аврора, римська богиня світанку.
- Аврора Демидова — княжна Сан-Донато.
- Аврора Грандієн — шведська освітянка, журналістка, головна редакторка та видавниця газети.
- Аврора Дан — румунська фехтувальниця на рапірах.
- Аврора Акснес — норвезька співачка, композиторка і музична продюсерка.
- Аврора Корну — румунсько-французька письменниця та акторка.
- Аврора Клавель — мексиканська акторка.
- Аврора Перріно — американська акторка.
- Принцеса Аврора (Дісней) — героїня франшизи про Малефісенту.

## Інше
- Аврора — художній фільм української режисерки Оксани Байрак.
- Аврора — місто в провінції Онтаріо у Канаді.
- Зоряниця Аврора (Anthocharis cardamines) — вид денних метеликів родини біланові.
- Аврора — програма Європейського космічного агентства для вивчення Сонячної системи, зокрема Марса і Місяця.
- 94 Аврора — астероїд головного поясу, відкритий 6 вересня 1867 року.